# Beniakovce
Beniakovce este o comună slovacă, aflată în districtul Košice-okolie din regiunea Košice. Localitatea se află la altitudinea de 203 m deasupra n.m., se întinde pe o suprafață de 3,81 km2 și în 2017 număra 723 de locuitori.

## Istoric
Localitatea Beniakovce este atestată documentar din 1314.

## Demografie
| An:                | 1994 | 2004   | 2014    | 2024    |
| ------------------ | ---- | ------ | ------- | ------- |
| Număr de persoane: | 529  | 558    | 645     | 873     |
| Diferență:         |      | +5,48% | +15,59% | +35,34% |

| An:                | 2023 | 2024   |
| ------------------ | ---- | ------ |
| Număr de persoane: | 839  | 873    |
| Diferență:         |      | +4,05% |